# Chiesa di Sant'Agata al Borgo
La chiesa di sant'Agata al Borgo è situata a Catania, al lato nord di piazza Cavour, denominata piazza Borgo dai catanesi, poiché nel quartiere Borgo ('u Buggu in dialetto catanese).

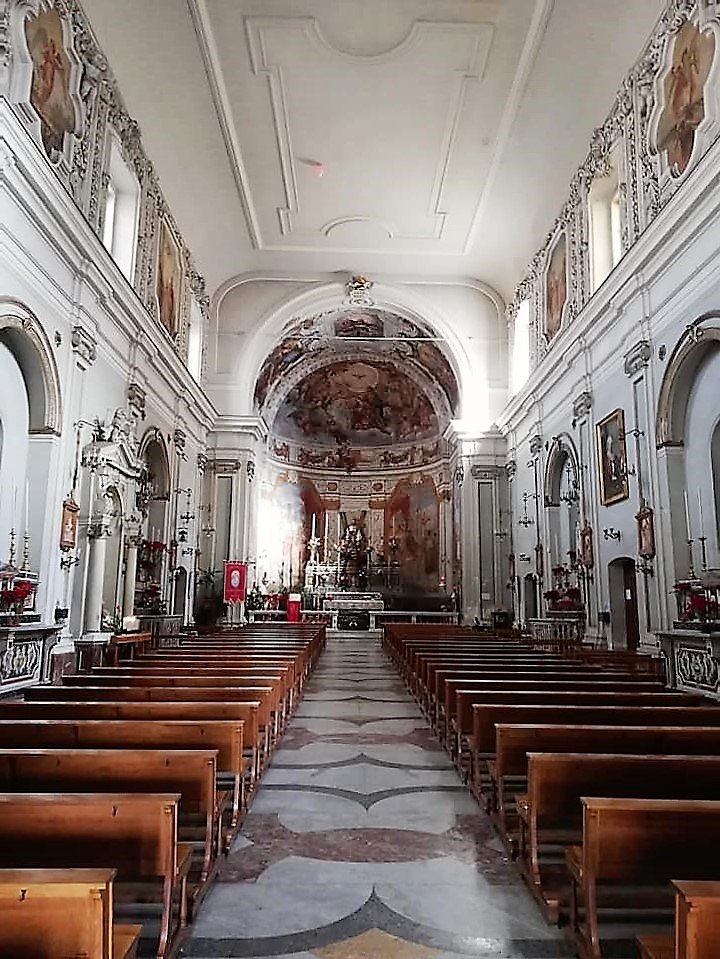
Navata.

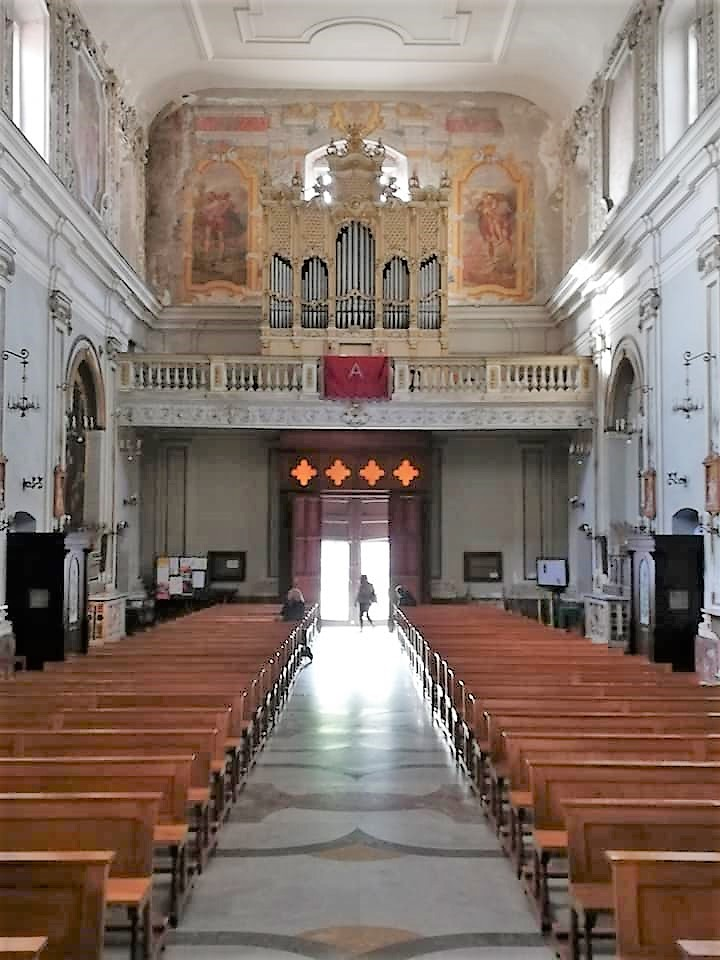
Controfacciata.

## Storia

### Epoca spagnola
La prima chiesa venne costruita nel 1669 dal vescovo Michelangelo Bonadies per l'assistenza spirituale ai profughi di Misterbianco, Malpasso e di altri casali dell'Etna che si erano rifugiati a Catania in seguito all'eruzione dello stesso anno che aveva distrutto i loro villaggi. Danneggiata dal terremoto del 1693, fu ricostruita a spese dei fedeli nel 1709 come evidenzia la lapide sul portale:
"A Dio Ottimo Massimo, dopo l'eruzione dell'Etna, insignita con nome trionfale di Agata, eretta con denaro pienamente offerto, consacrata dall'antistide Carafa, distrutta dal terremoto, rivive con più magnificenza in perpetuo. Nell'anno del signore 1709".

### Epoca contemporanea
Un'altra lapide sul prospetto della chiesa in memoria di un altro terremoto:
"D.O.M - Dinanzi a questo tempio - la mattina del 20 Xbre del 1908 - il popolo catanese - atterrito dal tremuoto - ignaro ancora della immane rovina - di Messina e di Reggio - raccolta intorno al velo di S. Agata - portato processionalmente - dall'arc. card. Gius. Francica Nava - proruppe in lacrime e in preghiere - e dallo scampato pericolo - trasse ardimenti di carità - che sopra i superstiti qui accorsi - largamente profuse"

## Esterno
Il prospetto è in muratura delimitato da alte paraste in pietra viva sormontati da artistici capitelli. Ai lati dell'unico varco centrale, collocate su alti plinti le statue in pietra lavica dell'Etna raffiguranti San Pietro e San Paolo. La statua di destra a sua volta è sormontata dalla targa marmorea a ricordo del terremoto del 1908.
Al centro il grande portale in pietra a sua volta sovrastato da una grande finestra con balaustra. L'architrave del varco sostiene un timpano ad arco che include al suo interno il busto di Sant'Agata, arricchiscono le cimase vasotti, putti e lungo gli stipiti, volute e motivi a foglia d'acanto.
Ha una torre campanaria quadrata, inserita sul lato destro della chiesa, con orologio e quattro campane.

## Interno
L'interno è ad una sola navata con pianta rettangolare ed ha la volta affrescata con scene relative a Sant'Agata e a Sant'Euplio altro martire catanese.

### Navata destra
- Prima arcata: Altare di Sant'Antonio Abate. Sulla sopraelevazione una tela di anonimo raffigurante Sant'Antonio Abate.
- Seconda arcata: Altare del Sacro Cuore di Gesù. Altare con nicchia in cui si trova la statua raffigurante il Sacro Cuore di Gesù.
- Terza arcata: varco.
- Quarta arcata: Altare dell'Immacolata Concezione. Altare con nicchia in cui è collocata la statua raffigurante l'Immacolata Concezione.

### Navata sinistra
- Prima arcata: Altare di Sant'Antonio di Padova. Altare con nicchia in cui è custodita la statua raffigurante Sant'Antonio di Padova.
- Seconda arcata: Altare di San Giuseppe. Altare con nicchia in cui si trova la statua raffigurante San Giuseppe.
- Terza arcata: Altare della Pietà. Altare con grande nicchia contenente il gruppo della Pietà.
- Quarta arcata: Altare del Santissimo Crocifisso. Altare con Crocifisso.

## Abside
Nell'abside, tutta affrescata dall'acese Giovanni Lo Coco con episodi del Martirio di Sant'Agata nei quadroni sulle pareti laterali del catino (Sant'Agata al cospetto del proconsole Quinziano, Fustigazione, Asportazione di una mammella, Martirio della fornace) e del suo trionfo sulla volta (Apparizione di San Pietro a Sant'Agata in carcere, al centro Dio Padre, Angeli conducono Sant'Agata in Paradiso, nella calotta Incoronazione di Sant'Agata), si trova l'altare maggiore con le immagini di Sant'Agata e di Dio Padre.